# Lidija Alfejevová
Lidija Nikolajevna Alfejevová (rusky: Лидия Николаевна Алфеева, ukrajinsky: Лiдiя Николiевна Алфеева – Lidija Mykolajivna Alfjejeva; 17. ledna 1946 Dněpropetrovsk, Ukrajinská SSR – 18. dubna 2022) byla sovětská atletka ruské národnosti, bronzová olympijská medailistka a halová mistryně Evropy ve skoku do dálky.

## Sportovní kariéra
V roce 1974 se kvalifikovala na ME v atletice, které se konalo v Římě. Ve finále obsadila výkonem 654 cm 6. místo. O rok později získala na halovém ME v polských Katovicích stříbrnou medaili (629 cm). Zlato vybojovala Dorina Cătineanuová z Rumunska, jejíž nejdelší pokus měřil 631 cm a bronz Švýcarka Meta Antenenová (628 cm).
V roce 1976 se stala v Mnichově halovou mistryní Evropy. Výkonem 664 cm si tehdy vylepšila halový osobní rekord. Stříbro získala Jarmila Nygrýnová, která skočila o sedm centimetrů méně. V témže roce poprvé v kariéře reprezentovala Sovětský svaz na Letních olympijských hrách v Montrealu. V kvalifikaci zaznamenala výkonem 654 cm nejdelší pokus ze všech třiceti závodnic a z prvního místa postoupila do dvanáctičlenného finále. V něm zaznamenala nejdelší pokus ve čtvrté sérii, když skočila do vzdálenosti 660 cm. Tento výkon nakonec Alfejevové stačil na bronzovou medaili. Stříbro vybojovala Američanka Kathy McMillanová (666 cm) a olympijskou vítězkou se stala Angela Voigtová z Německé demokratické republiky, když zlato si zajistila hned v první sérii skokem dlouhým 672 cm. Na následujících olympijských hrách v Moskvě v roce 1980 skončila ve finále na 8. místě (671 cm).

### Osobní rekordy
- hala – 664 cm – 22. února 1976, Mnichov
- venku – 684 cm – 12. června 1980, Moskva